# Takaaki Shichi
Takaaki Shichi (志知 孝明 Shichi Takaaki?, Gifu, 27 de diciembre de 1993) es un futbolista japonés que juega como defensa en el Avispa Fukuoka de la J1 League.

## Trayectoria

### Clubes
| Club                            | País  | Año       |
| ------------------------------- | ----- | --------- |
| Matsumoto Yamaga F. C.          | Japón | 2015-2018 |
| Fukushima United F. C. (cedido) | Japón | 2017      |
| Mito HollyHock                  | Japón | 2019      |
| Yokohama FC                     | Japón | 2020      |
| Avispa Fukuoka                  | Japón | 2021-2022 |
| Sanfrecce Hiroshima             | Japón | 2023-act. |
| Avispa Fukuoka (cedido)         | Japón | 2025-     |